# (37918) 1998 FD104
1998 FD104 (asteroide 37918) é um asteroide da cintura principal. Possui uma excentricidade de 0.23620470 e uma inclinação de 16.07160º.
Este asteroide foi descoberto no dia 31 de março de 1998 por LINEAR em Socorro.